# 3348 Pokryshkin
3348 Pokryshkin (1978 EA3) là một tiểu hành tinh vành đai chính được phát hiện ngày 6 tháng 3 năm 1978 bởi N. Chernykh ở Nauchnyj.